# Chabówka
Chabówka est une localité du sud de la Pologne située dans la gmina de Rabka-Zdrój (powiat de Nowy Targ en voïvodie de Petite-Pologne).
C'est un important nœud ferroviaire. Depuis 1993 le musée ferroviaire de Chabówka (pl) y présente des locomotives, des voitures et des wagons utilisées par les chemins de fer polonais.